# سازمان اتحاد رقم واحد و أثنين (المزرعة الشمالية)
سازمان اتحاد رقم واحد وأثنین (بالإنجليزية: Sazeman-e Ettehad Shomareh Yek va Do)‏ هي منطقة سكنية تقع في إيران في قسم المزرعة الشمالیة الريفي. يقدر عدد سكانها بـ 1,005 نسمة .